# シテ・ソレイユ

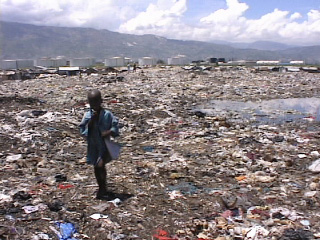
シテ・ソレイユのこども（2002年）

シテ・ソレイユ（フランス語：Cité Soleil、ハイチ語: Site Soley）は、ハイチの首都ポルトープランス都市圏にある都市。北半球、西半球で最大の貧民街のひとつ。学校、病院、警察などの公共サービスがほとんど機能していない。下水道が未整備で、汚水は運河に流れており深刻な水質汚染を起こしている。電気は無料だが、頻繁に停電が発生している。人口は推定で20 - 40万人である。
シテ・ソレイユはポルトープランスの北に隣接している。西はゴナイーヴ湾に臨み、東にデルマ、タバー、北東にクロワ・デ・ブーケといった郊外都市がある。元は海岸の湿地で、ゴミの埋立地として使われたという。32以上のギャング・グループが存在し、犯罪率が高い。

## 歴史
- 元々、肉体労働者が居住していたが、1991年のクーデターによるアメリカ合衆国のハイチ製品ボイコットにより、極貧化、持続的失業層、高い非識字率が顕著になる[5]。

- 2002年、ギャング同士での抗争が激化、住民は避難[6] 。

- 2004年：国際連合ハイチ安定化ミッション(MINUSTAH)が配置。
- 2006年1月：平和維持部隊のヨルダン兵2人がシテ・ソレイユで殺害される[7]。

- 2007年1月：銃撃戦により平和維持部隊4名死亡、6名負傷。後に国際連合は雇用機会創出のために2000万アメリカドルの投入を発表[8][9]。

- 2007年8月2日、国際連合事務総長潘基文はハイチを来訪。スラム問題という点でシテ・ソレイユは、国際連合の平和維持活動最重要課題と発言[10]。